# Acineta confusa
Acineta confusa är en orkidéart som beskrevs av Rudolf Schlechter. Acineta confusa ingår i släktet Acineta och familjen orkidéer. Inga underarter finns listade i Catalogue of Life.